# Haydée Tamzali
Pour les articles homonymes, voir Tamzali.
Haydée Tamzali, née Haydée Chikli le 23 août 1906 à Tunis et morte le 20 août 1998 dans la même ville, est une actrice tunisienne.
Fille du cinéaste Albert Samama-Chikli, elle est surtout connue pour avoir joué dans ses films, ce qui fait probablement d'elle la première actrice du monde arabe de tous les temps.

## Biographie
Haydée Tamzali joue pour la première fois en 1921 dans le premier film réalisé par son père, Zohra, où elle obtient le rôle-titre. Le court métrage, qui est le premier film tunisien de fiction, est projeté pour la première fois au cinéma Omnia Pathé de Tunis le 21 décembre 1922,.
Le réalisateur américain Rex Ingram, alors en Tunisie pour le tournage de son film L'Arabe, la remarque et souhaite lui confier un rôle spécialement créé pour elle. Le père de Haydée refuse au départ, puis accepte mais ne laisse pas sa fille poursuivre sa carrière à Hollywood, alors qu'elle n'a encore que quinze ans. En 1923, Haydée joue dans un nouveau film de son père, La Fille de Carthage, dont elle est aussi la scénariste et qui est le premier long métrage de Tunisie réalisé par un Tunisien.
En 1930, elle se marie et se rend en Algérie, où elle est notamment « présidente des œuvres sociales, secrétaire de la Croix-Rouge [et] présidente de la Ligue contre le cancer », comme le précise la quatrième de couverture de son livre Images retrouvées.
Elle retourne ensuite à Tunis où, durant les années 1990, elle tient une rubrique dans le quotidien La Presse de Tunisie, où elle écrit une nouvelle chaque dimanche. Elle publie également un ouvrage sur la cuisine d'Afrique du Nord rassemblant 444 recettes tunisiennes, algériennes et marocaines dont 33 recettes différentes du couscous.
En 1996, Mahmoud Ben Mahmoud réalise un court métrage de 29 minutes intitulé Albert Samama Chikli, ce merveilleux fou filmant avec ses drôles de machines, où il retrace la vie du pionnier du cinéma tunisien, Albert Samama-Chikli, notamment à travers des images de ses deux films de fiction et des témoignages de Haydée.
Mère de deux enfants, elle s'est convertie à l'islam, de même que sa mère, une musicienne italienne,.

## Filmographie (non exhaustive)
- 1922 : Zohra d'Albert Samama-Chikli
- 1923 : Aïn el Ghazal d'Albert Samama-Chikli
- 1924 : L'Arabe de Rex Ingram
- 1996 : Un été à La Goulette de Férid Boughedir